# Barythericles pumilus
Barythericles pumilus är en insektsart som först beskrevs av Heinrich Hugo Karny 1910.  Barythericles pumilus ingår i släktet Barythericles och familjen Thericleidae. Inga underarter finns listade i Catalogue of Life.